# Ultranet

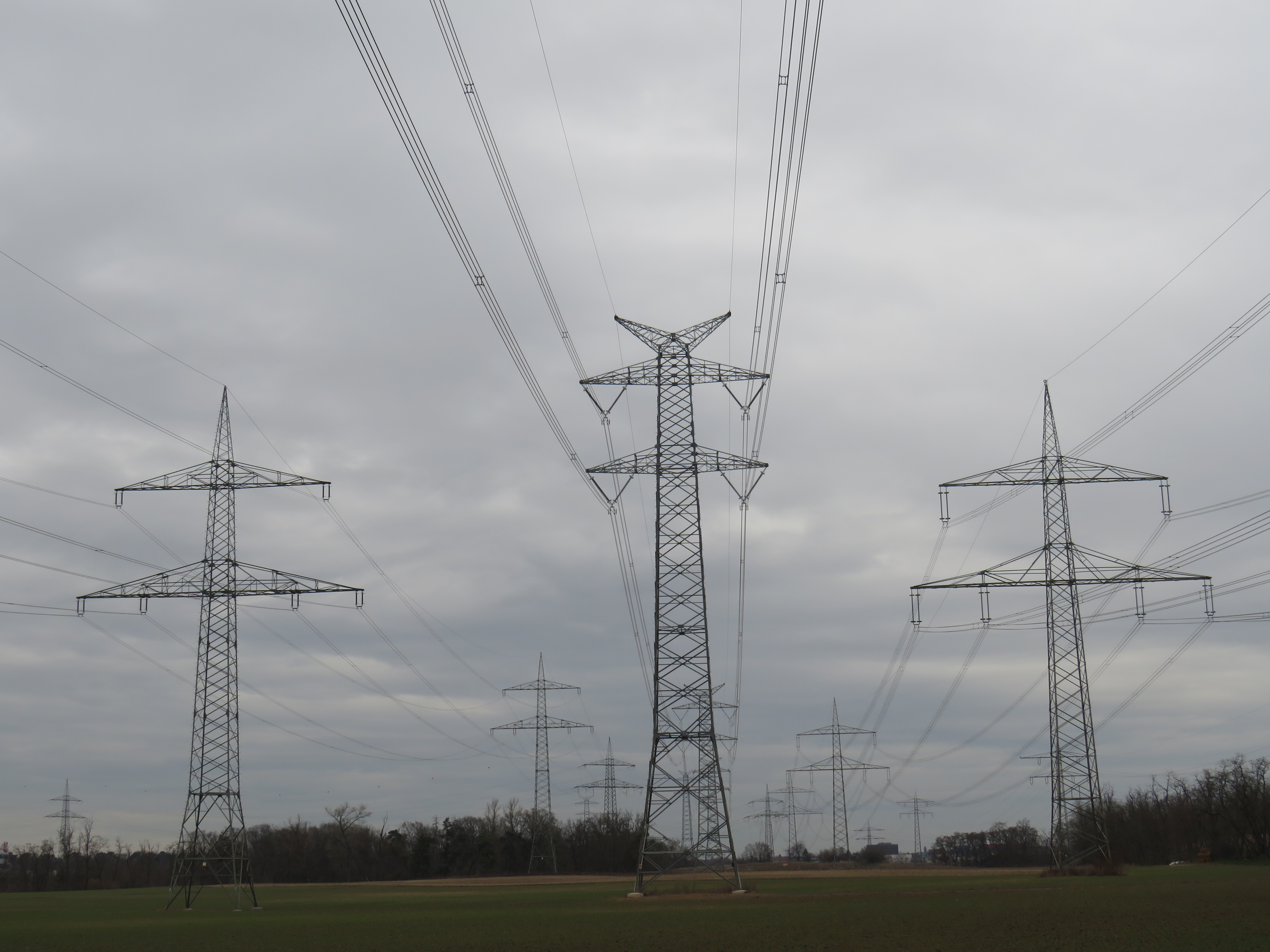
Fertiggestellter Freileitungsabschnitt für zwei Gleichspannungspole mit jeweils eigenem Rückleiter

Ultranet ist die Bezeichnung einer Hochspannungs-Gleichstrom-Übertragung (HGÜ) mit ±380 kV Spannung zwischen Osterath in Nordrhein-Westfalen und Philippsburg in Baden-Württemberg. 2026 soll die Gleichstromverbindung in Betrieb gehen. Die derzeit (März 2024) in Bau befindliche Leitung wurde erstmals im Netzentwicklungsplan Strom 2012 (NEP) der Bundesrepublik Deutschland als Leitungsvorhabens aufgeführt. Eine Besonderheit ist der Verlauf als Freileitung größtenteils auf Masten bestehender Drehstromleitungen: Durch die Konfiguration als bipolare Gleichstromleitung mit metallischem Rückleiter weist die Verbindung drei Leiterseile auf. Daher besteht die Möglichkeit, diese analog zu einem Drehstromkreis auf dem Gestänge klassischer Drehstromleitungen mitzuführen. Zusammen mit der als Erdkabel geplanten HGÜ-Trasse A-Nord zwischen Emden und Osterath bildet Ultranet den Korridor A.

## Geschichte

### Bedarf

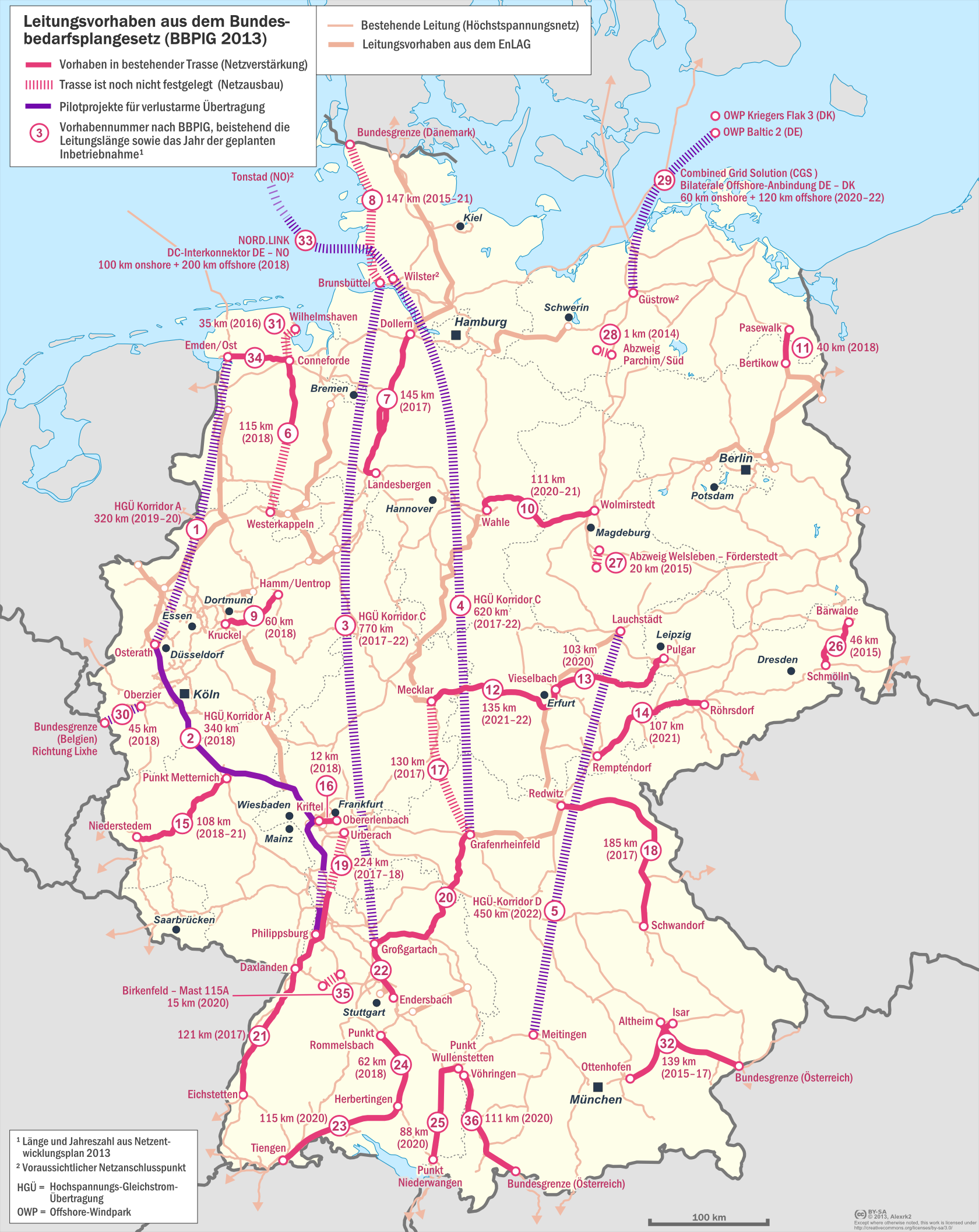
Karte der BBPlG-Vorhaben. Ultranet trägt die Nummer 2.

Die Verbindung zwischen Rheinland und Süddeutschland stellt bereits seit den 1920er Jahren eine Hauptachse für den Energietransport im deutschen Verbundnetz dar: Das RWE initiierte 1924 den Bau der Nord-Süd-Leitung als erste 220-kV-Verbundleitung weltweit, 1957 folgte die erste deutsche 380-kV-Leitung zwischen Rommerskirchen und Ludwigsburg-Hoheneck. Dennoch war dieser Korridor wegen der Braunkohleverstromung im rheinischen Revier und dem stark industrialisierten und dicht besiedelten Ballungsräumen in Süddeutschland einer der meistbelasteten.
Der 2011 beschlossene Atomausstieg und die Umsetzung einer europäischen Binnenmarktrichtlinie führten, zusätzlich zum 2009 verabschiedeten Energieleitungsausbaugesetz (EnLAG) zur Erstellung des ersten Netzentwicklungsplans Strom (NEP). Bereits in diesem wurden Überlegungen angestellt, den Korridor zwischen den beiden räumlich relativ weit voneinander liegenden Schwerpunkten durch eine größere Übertragungskapazität zu verstärken. Das EnLAG von 2009 sah nur den Bau weiterer 380-kV-Drehstromleitungen vor. Nach der Genehmigung des ersten NEP im Dezember 2012 wurde mit dem Bundesbedarfsplangesetz von 2013 wurden die energiewirtschaftliche Notwendigkeit und der vordringliche Bedarf u. a. von einer DC-Verbindung zwischen Nordrhein-Westfalen und Baden-Württemberg gesetzlich bestimmt. Dort ist diese Verbindung als Ultranet das Leitungsbauvorhaben Nummer 2. Der Name für diese Leitung war ursprünglich eine von Amprion erdachte Eigenbezeichnung im Rahmen der Öffentlichkeitsarbeit. Die von der Bundesnetzagentur jeweils bestätigten Netzentwicklungspläne 2013, 2014 und 2030 (Versionen 2017 und 2019) haben die Überlegungen fortgeschrieben und konkretisiert. Zusammen mit dem HGÜ-Leitungsvorhaben A-Nord (Emden–Osterath) bildet Ultranet den sogenannten Korridor A.
Ultranet wird von der Europäischen Kommission als innerdeutsches Vorhaben von gemeinsamem Interesse (Projects of Common Interest) unter der Nummer 2.9 in der PCI-Liste der Europäischen Union geführt. Das Vorhaben ist eines von drei Energieprojekten, die laut dem im November 2021 vorgelegten Koalitionsvertrag der rot-grün-gelben Bundesregierung „beschleunigt auf den Weg“ gebracht und „mit hoher politischer Priorität“ umgesetzt werden sollen.

### Planung
Die geplante Trasse stellt ein Gemeinschaftsprojekt der Übertragungsnetzbetreiber Amprion und TransnetBW dar und soll über ca. 340 km zwischen den Netzverknüpfungspunkten Meerbusch-Osterath in Nordrhein-Westfalen und Philippsburg in Baden-Württemberg verlaufen. Beide sind Standorte großer 380-kV-Umspannwerke, im Fall von Philippsburg handelt es sich um die Schaltanlage des ehemaligen Kernkraftwerks. Hintergrund für den Beginn der Trasse in Meerbusch und nicht an einem küstennahen Standort in Norddeutschland ist nach Angaben von Vertretern der Bundesnetzagentur, dass die Trasse zunächst (spätestens bis zum Ausstieg aus der Kohleverstromung in Deutschland) vor allem zum Transport von Strom aus den Braunkohlekraftwerken im rheinischen Braunkohlenrevier, der an der Umspannanlage Osterath eingespeist wird, nach Süddeutschland vorgesehen ist.
Von Anfang war geplant, die erforderlichen Leiterseile des Ultranets zum größten Teil auf bestehenden Drehstromtrassen anzubringen, daher müssen kaum zusätzliche Masten errichtet oder neue Trassen erschlossen werden. Dadurch erfüllt Ultranet das NOVA-Prinzip (Netzoptimierung vor Verstärkung vor Ausbau). Da bisher keine praktischen Erfahrungen über den Betrieb von Leitungstrassen mit einem AC- und einem DC-Stromkreis auf demselben Gestänge vorlagen, wurde Anfang 2012 in Zusammenarbeit mit dem Lehrstuhl für Hochspannungstechnik der Technischen Universität Dortmund eine 2,4 km lange Teststrecke in Datteln eingerichtet. Die Testergebnisse ergaben einen störungsfreien Betrieb. In den Jahren 2013 und 2014 folgten weitere Feldversuche bei der FGH in Mannheim.
Im Vergleich zum üblichen Drehstromnetz weist eine Gleichstromübertragung aufgrund nicht auftretender Blindleistung in ihrem Verlauf zwar deutlich weniger Verluste auf, muss jedoch mit speziellen Konvertern an das Drehstromnetz gekoppelt werden. Die Investitionskosten der Leitung Osterath – Philippsburg wurden 2014 von Amprion auf 1 Mrd. Euro geschätzt, wovon auf jeden der beiden Doppelkonverter 300–400 Mio. Euro entfallen.

#### Bundesfachplanung
Die Bundesfachplanung sieht als wesentliche Bestandteile die Erstellung einer Raumverträglichkeitsstudie (RVS) und die Durchführung einer Strategischen Umweltprüfung (SUP) vor. Als ersten Schritt richtet die Bundesnetzagentur im Rahmen der Bundesfachplanung je nach Bedarf oder Komplexität des Vorhabens eine oder mehrere öffentliche Antragskonferenzen aus.
Ultranet von Osterath nach Philippsburg ist verfahrenstechnisch in fünf Abschnitte gegliedert.
|    | Abschnitt                      | Bundesländer                         | Trassenlänge in km | Status                      |
| -- | ------------------------------ | ------------------------------------ | ------------------ | --------------------------- |
| C1 | Osterath – Rommerskirchen      | Nordrhein-Westfalen                  | 30                 | Trassenkorridor entschieden |
| E  | Rommerskirchen – Weißenthurm   | Nordrhein-Westfalen, Rheinland-Pfalz | 100                | Trassenkorridor entschieden |
| D  | Weißenthurm – Riedstadt        | Rheinland-Pfalz, Hessen              | 110                | Trassenkorridor entschieden |
| A1 | Punkt Ried – Punkt Wallstadt   | Hessen, Baden-Württemberg            | 28                 | Trassenkorridor entschieden |
| B1 | Punkt Wallstadt – Philippsburg | Baden-Württemberg                    | 40                 | Trassenkorridor entschieden |

#### Planfeststellungsverfahren
Nach Abschluss der Bundesfachplanung kann das Planfeststellungsverfahren durch den Netzbetreiber beantragt werden, in dessen Rahmen die exakten Trassenverläufe und die technische Ausgestaltung verbindlich genehmigt werden. Zuständige Behörde ist die Bundesnetzagentur, die in dem Verfahren die Träger öffentlicher Belange sowie Verbände (auch Naturschutzorganisationen) und betroffene Privatpersonen beteiligt.
|    | Abschnitt                            | Status                              |
| -- | ------------------------------------ | ----------------------------------- |
| C1 | Osterath – Rommerskirchen            | Planfeststellungsbeschluss          |
| E1 | Rommerskirchen – Landesgrenze NRW/RP | Festlegung des Untersuchungsrahmens |
| E2 | Landesgrenze NRW/RP – Punkt Koblenz  | Festlegung des Untersuchungsrahmens |
| D1 | Punkt Koblenz – Punkt Marxheim       | Festlegung des Untersuchungsrahmens |
| A2 | Punkt Marxheim - Punkt Ried          | Anhörungsverfahren                  |
| A1 | Punkt Ried – Punkt Wallstadt         | Planfeststellungsbeschluss          |
| B1 | Punkt Wallstadt – Philippsburg       | Im Bau                              |

Am 29. Juni 2023 hat die Bundesnetzagentur den Planfeststellungsbeschluss für den ersten Ultranet-Abschnitt erteilt. Die Entscheidung bezieht sich auf den 28 km langen Abschnitt A1 vom stillgelegten Kernkraftwerk Biblis nach Mannheim-Wallstadt. Der Verlauf der neuen Stromleitung steht damit für diesen Abschnitt fest und die Amprion kann mit dem Bau beginnen. Seit der Aufnahme in das Bundesbedarfsplangesetz bis zur ersten Entscheidung vergingen etwa zehn Jahre Planungs- und Genehmigungszeit.

## Technischer Aufbau

Schematischer Aufbau einer bipolaren Hochspannungs-Gleichstrom-Übertragung, allerdings mit Thyristoren

### HGÜ-Leitung
Ultranet soll als bipolare Hochspannungs-Gleichstrom-Übertragung (HGÜ) mit einer Betriebsspannung von ±380 kV realisiert werden. Die Übertragungsleistung ist mit 2000 MW angegeben. Bei einer bipolaren HGÜ sind beide Pole gegenüber der Erde mit demselben Potential angegeben, womit zwischen den beiden Leitern die doppelte Spannung anliegt. Üblicherweise findet bei bipolaren HGÜ-Leitungen die Rückleitung über die Erde statt, bei Ultranet wird der Rückleiter als drittes, gegen Erde isoliertes Leiterseil mitgeführt. Hierdurch weist der Stromkreis drei Leiterseile auf, ähnlich wie bei einem Drehstromkreis. Daher kann die Leitung auf bestehenden, für 380 kV isolierten Freileitungsmasten in derselben Anordnung wie bei einem Drehstromkreis installiert werden.
Für den Betrieb als HGÜ spricht bei dieser Leitung die Länge des Stromkreises mit ca. 340 km und die benötigte hohe Übertragungsleistung. Bei einer Drehstromfreileitung mit 380 kV Spannung tritt bei großen Leitungslängen eine zu hohe Blindleistung auf, wodurch Übertragungsverluste auftreten. Bei Gleichstrom tritt keine Blindleistung auf, dem gegenüber stehen die höheren Investitionskosten und der technische Aufwand für den Betrieb von Konverterstationen, da sich Gleichstrom nicht direkt transformieren lässt.

### Konverterstationen
Innerhalb des Drehstrom-Verbundnetzes, dessen Leitungen sich bedarfgesteuert zusammenschalten lassen, ist die stromgeführte Hochspannungs-Gleichstrom-Übertragung auf die Übertragung zwischen zwei Punkten beschränkt. Sie benötigt an diesen Punkten technisch aufwändige Stromrichterstationen (Stromkonverter, Konverter), die die Verbindung zum Drehstromnetz herstellen. Vermaschung ist erst mit spannungsgeführten Stromrichterstationen möglich. Diese werden an allen Endpunkten benötigt und sind in der Regel nicht mit stromgeführten Stromrichtern kombinierbar.
Zu Umwandlung von Wechsel- in Gleichstrom (Gleichrichten) bzw. Gleich- in Wechselstrom (Wechselrichten) werden leistungselektronische Schaltungen benötigt. Während sehr alte HGÜ-Anlagen mit Quecksilberdampfgleichrichtern arbeiteten, werden bei heute betriebenen Anlagen Thyristoren oder IGBTs verwendet, die in sogenannten Thyristortürmen in Reihe geschaltet zusammengefasst werden. Die Leistungselektronik ist dabei zum Schutz vor Witterungseinflüssen stets in einer Halle untergebracht, in der Regel aus Gründen der Erdbebensicherheit von der Decke hängend. Zur Unterdrückung der Harmonischen auf der Wechselspannungsseite werden außerdem Oberschwingungsfilter eingebaut.
Bei Ultranet kommt eine bisher sehr neue Topologie, sogenannte Modulare Multilevel-Converter (MMC), zum Einsatz. Jeder Arm des MMC ist dabei aus mehreren in Reihe geschalteten Submodulen aufgebaut. Jedes Submodul basiert wiederum auf einer IGBT-Halb- oder Vollbrückenschaltung. Durch die Ansteuerung jedes einzelnen Submoduls, das jeweils auf einer niedrigen Spannung arbeitet, lässt sich der Strom und damit auch die zu übertragende Leistung sehr exakt einstellen. Hersteller ist die Firma Siemens Energy.

## Bauausführung und Inbetriebnahme

### Konverterstation Osterath
Die Erschließung des Baugeländes für die Konverterstation am Umspannwerk Osterath begann im November 2022, der Baubeginn für die Gebäude folgte im November 2023.

### Konverterstation Philippsburg
Für den südlichen, ebenfalls etwa 10 ha großen Konverter hat sich TransnetBW für einen Standort auf dem Gelände des KKW Philippsburg entschieden. Dort besteht durch die ehemalige Kraftwerksschaltanlage bereits ein leistungsfähiger Anschluss ans Höchstspannungsnetz.
Nach Antrag vom Juni 2018 erteilte das Landratsamt Karlsruhe im März 2020 auf Grundlage des Bundes-Immissionsschutzgesetzes die Genehmigung zum Bau und Betrieb des Gleichstrom-Umspannwerks. Für den Bau der Konverterstation mussten zuvor die beiden Kühltürme des Kraftwerks gesprengt werden, da das Gelände dort keine radioaktive Kontamination aufweist. Die Kühltürme wurden am 14. Mai 2020 gesprengt, der Stationsbau begann im September desselben Jahres. Nach rund drei Jahren Bauzeit wurde die Konverterstation mit ihren beiden Umrichterhallen im Sommer 2023 baulich fertiggestellt. Am 29. November 2024 wurde sie feierlich in Betrieb genommen und arbeitet bis zur Fertigstellung der DC-Leitung vorübergehend als STATCOM-Anlage.

### Leitung
Die HVDC-Leitung selbst soll durchgehend als Freileitung entlang bestehender Trassen realisiert werden, weshalb der Bau von dieser weniger Aufwand erfordert. Der Bau einer gänzlich neuen Freileitung ist nur im Bereich zwischen den Umspannwerken Bürstadt und Neurott nötig, da die dort bestehenden Leitungen nur für 220 kV Spannung ausgelegt und somit nicht zur Nutzung für den 380-kV-DC-Stromkreis geeignet sind. Für die Abschnitte, in denen ein Leitungsneubau erforderlich ist, wurde zuerst die Planfeststellungen beantragt. Dies betrifft den Abschnitt A1 im Teil vom Umspannwerk Bürstadt bis zum Punkt Wallstadt, in dem die bestehende 220-kV-Leitung durch einen Neubau in gleicher Trasse ersetzt werden wird. Hierfür beantragte Amprion die Planfeststellung bereits im März 2019. Abschnitt C1 wurde im September 2021 und die Abschnitten A2, E1 und D1 im Juni und September 2022 beantragt.
Der Planfeststellungsbeschluss für den Abschnitt A1 zwischen Ried und Wallstadt erging am 29. Juni 2023, der für den sich anschließenden, südlichen Teil der Leitung (B1, TransnetBW) zwischen Wallstadt und Philippsburg im August 2023.  Amprion hat das Unternehmen SPIE mit der Bauausführung bzw. Umrüstung der oberirdischen HGÜ-Leitung von Osterath bis Rommerskirchen beauftragt. Den Auftrag zum Bau des Abschnitts von Wallstadt bis Philippsburg hat EQOS Energie von TransnetBW erhalten.
Im Herbst 2023 begannen die Bauarbeiten der Leitung zwischen dem Punkt Bürstadt Ost und dem Punkt Wallstadt. Zunächst wurde die vormalige 220-kV-Leitung rückgebaut, die Arbeiten hierfür waren Anfang März 2024 abgeschlossen. Gleichzeitig wurden mit dem Bau der neuartigen Leitungsmasten begonnen. Erstmals in Deutschland werden dabei Masten nur für DC-Freileitungen zum Einsatz kommen. Diese verfügen über zwei Traversen zur Aufnahme von vier Leiterseilen, davon sind zwei die Leiter der bipolaren HGÜ, die beiden anderen die jeweilige Rückleitung der Pole.

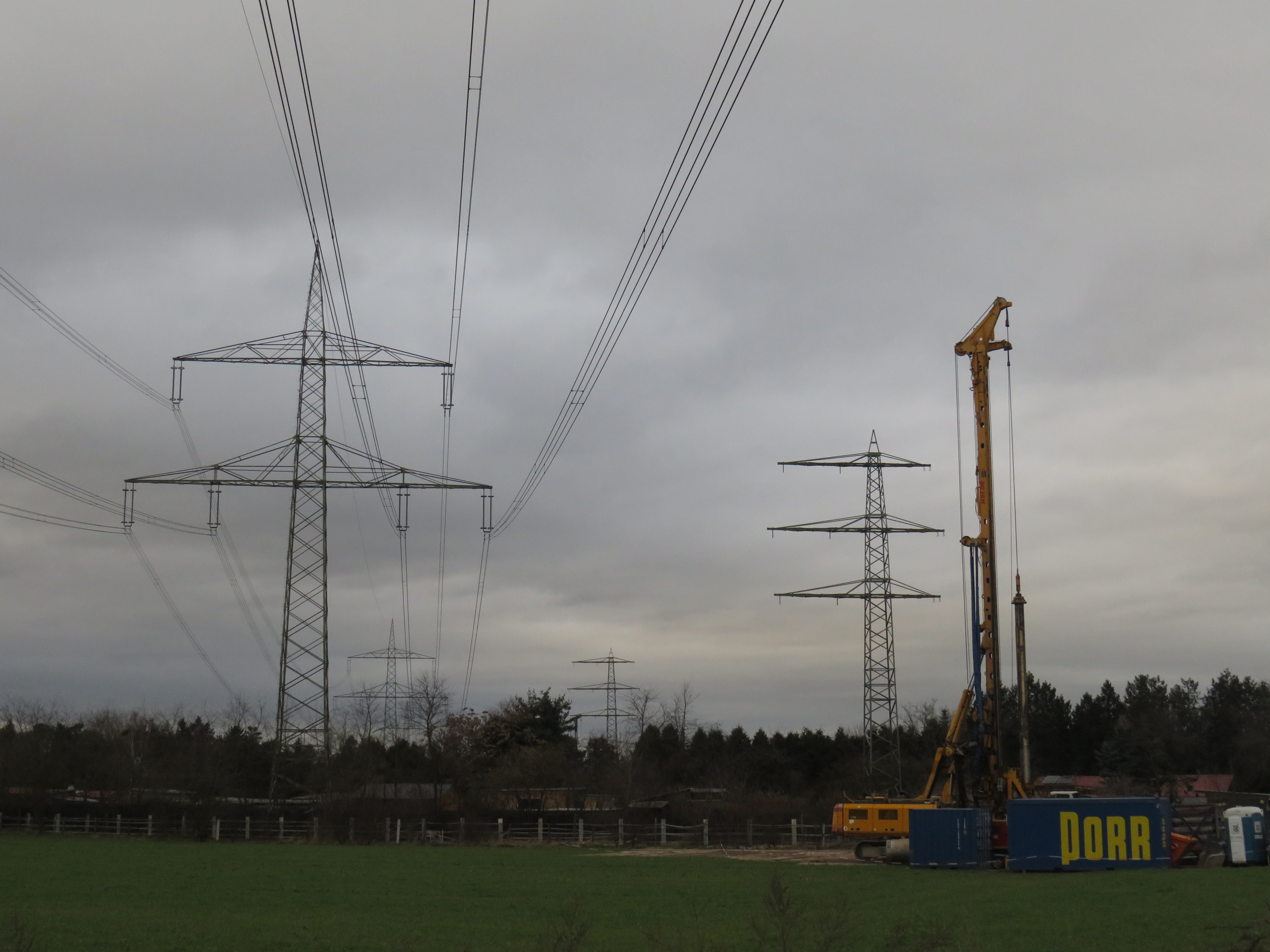
Vorbereitende Baumaßnahmen: Rückbau der 220-kV-Leitung zwischen Bürstadt und Wallstadt und Bau neuer Masten für DC-Betrieb
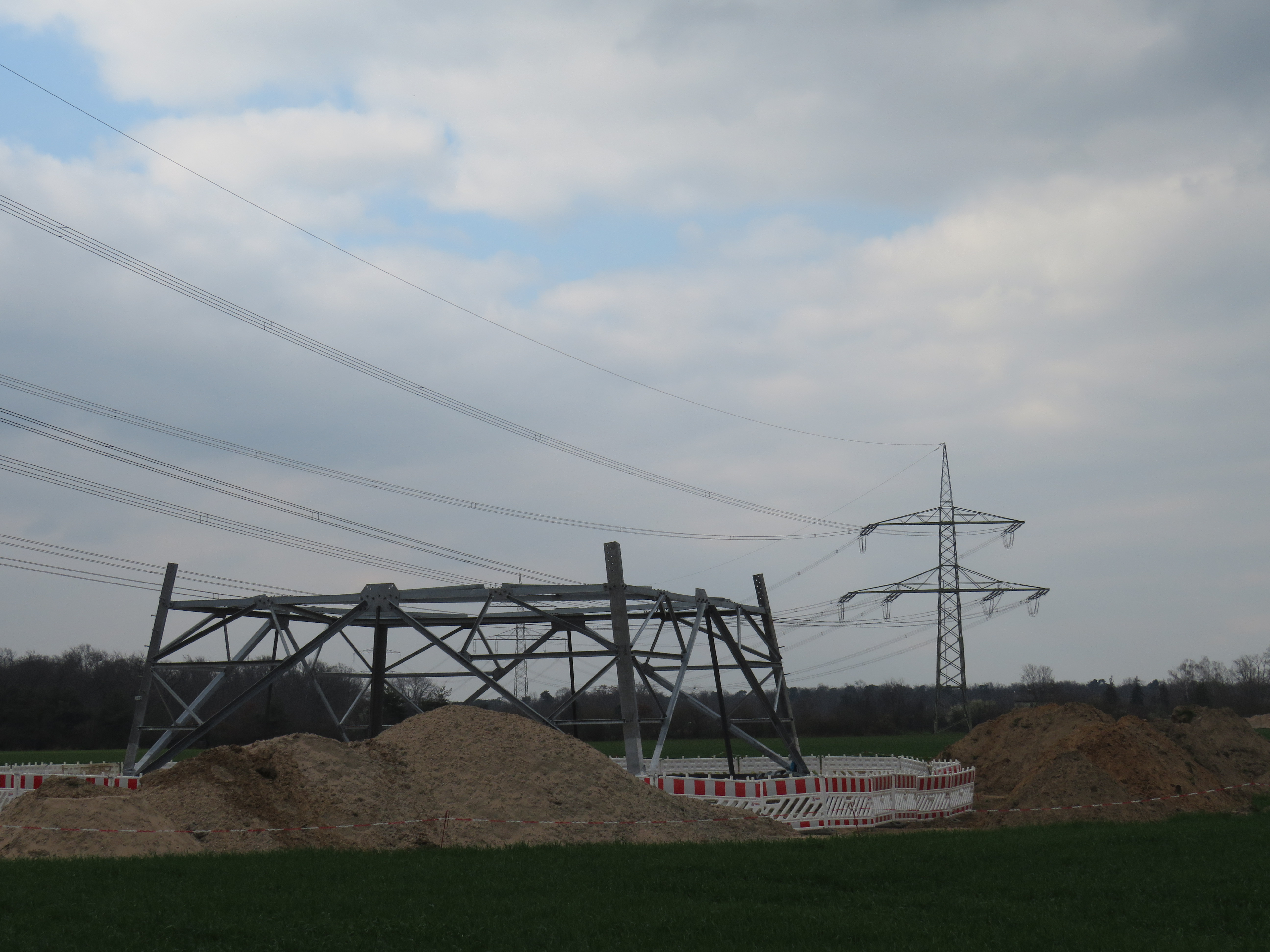
Neubau eines Masten im Trassenraum der demontierten Bestandsleitung
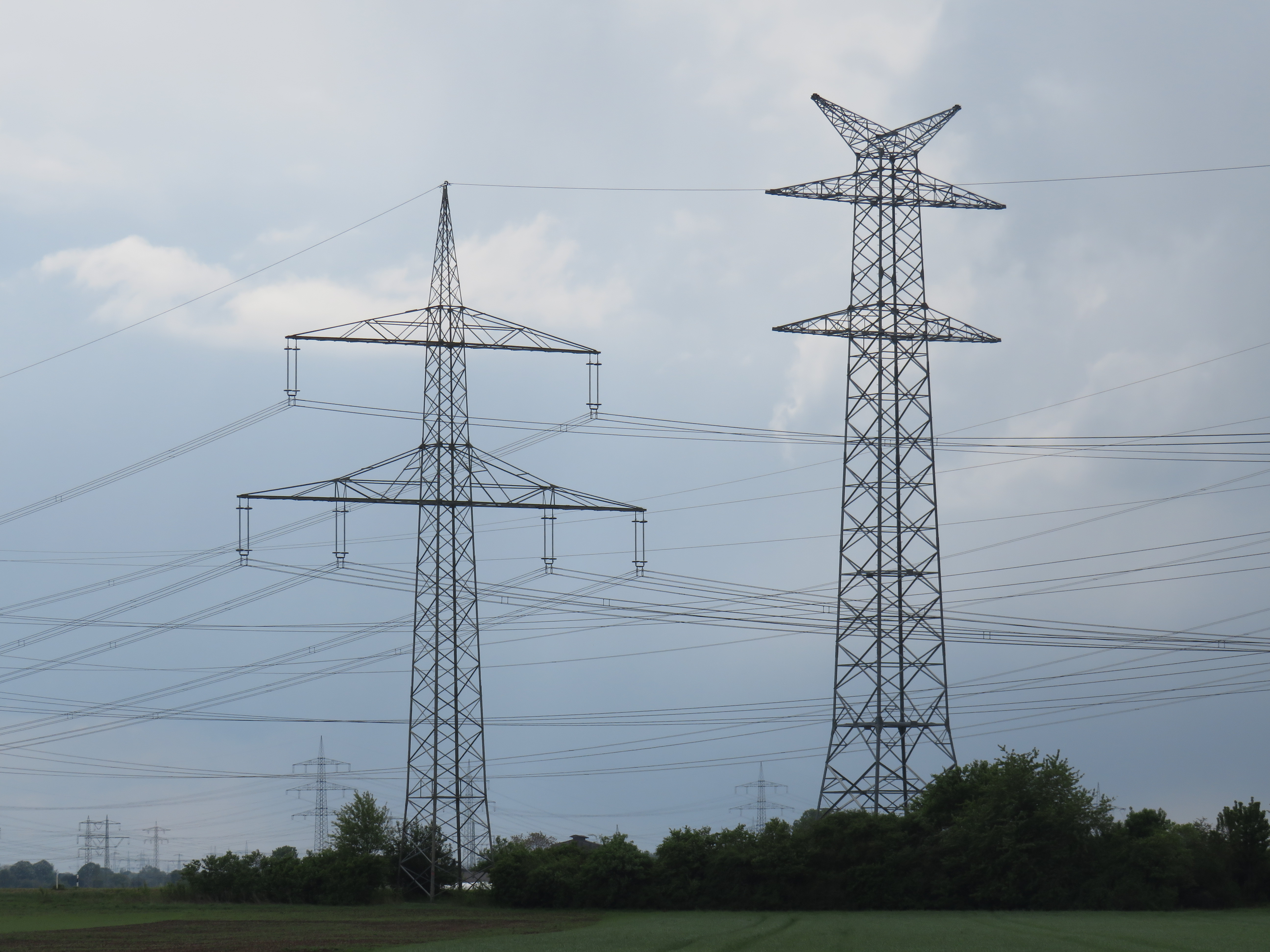
Erster fertig montierter Mast für DC (Bl. 4689, Mast 51) bei Mannheim-Wallstadt
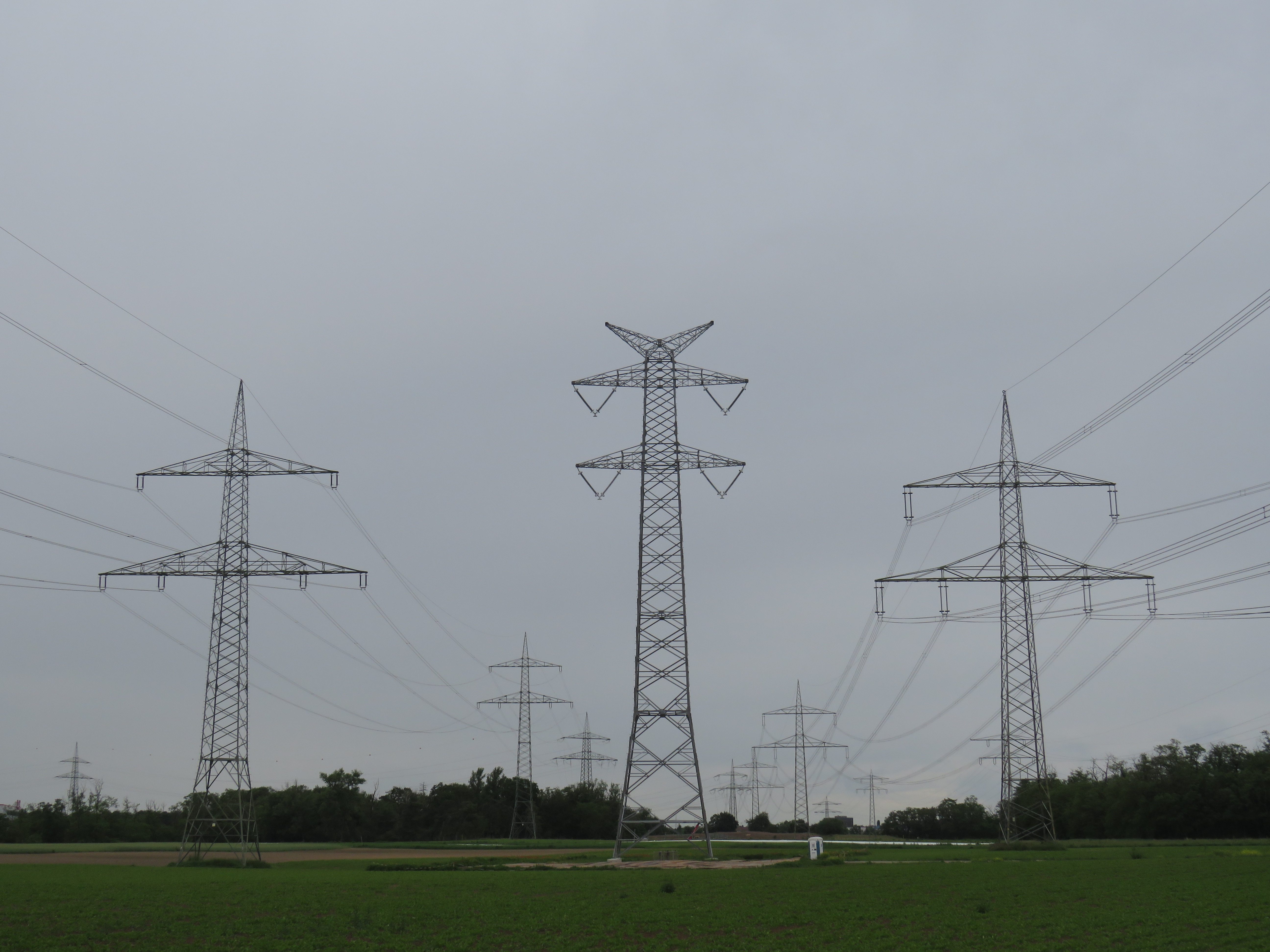
DC-Tragmast mit installierten Isolatoren

Anfang 2024 starteten auf dem südlichen, von TransnetBW zu realisierenden Abschnitt B1 die Bauarbeiten. Im Abschnitt Punkt Wallstadt – Neurott, wo ein Ersatzneubau nötig ist, wird die neue Leitung in das bestehende Trassenband parallel zur BAB 6 integriert. Hierfür werden Teilstücke mehrerer 220-kV-Leitungen abgebaut, in deren freiwerdenden Trassenraum die neue Leitung zu liegen kommt. Dabei handelt es sich um Abschnitte der 1926 gebauten Nord-Süd-Leitung, der 1935 gebauten Leitung Rheinau–Windesheim und der Leitung Rheinau (Trassendreieck)–Neurott. Da erstgenannte Leitung auf dem Gebiet des Bundeslands Baden-Württemberg denkmalgeschützt ist, musste für den Abbau eine denkmalschutzrechtliche Genehmigung erteilt werden.
Zwischen Wallstadt und der BAB 6 wird die Leitung neben dem Trassenband gebaut, von dort bis Rheinau inmitten davon anstelle einer 110-kV-Leitung der Netze BW. Diese wird etwas weiter östlich in den Trassenraum der abzubauenden Nord-Süd-Leitung umverlegt, womit die Anzahl Freileitungen im Band gleich bleibt. Die mit 110 kV betriebene Leitung Rheinau–Windesheim wird nur punktuell umverlegt, wo benachbarte Freileitungen in ihrem Verlauf geändert werden.
Anders als im von Amprion realisierten Teil nördlich vom Punkt Wallstadt sind die neuen Masten nicht speziell für DC-Erfordernisse ausgelegt, sondern es handelt sich um konventionelle Gittermasten in Donauanordnung für zwei 380-kV-AC-Stromkreise, von denen ein einzelner installiert und als DC-Stromkreis betrieben wird.

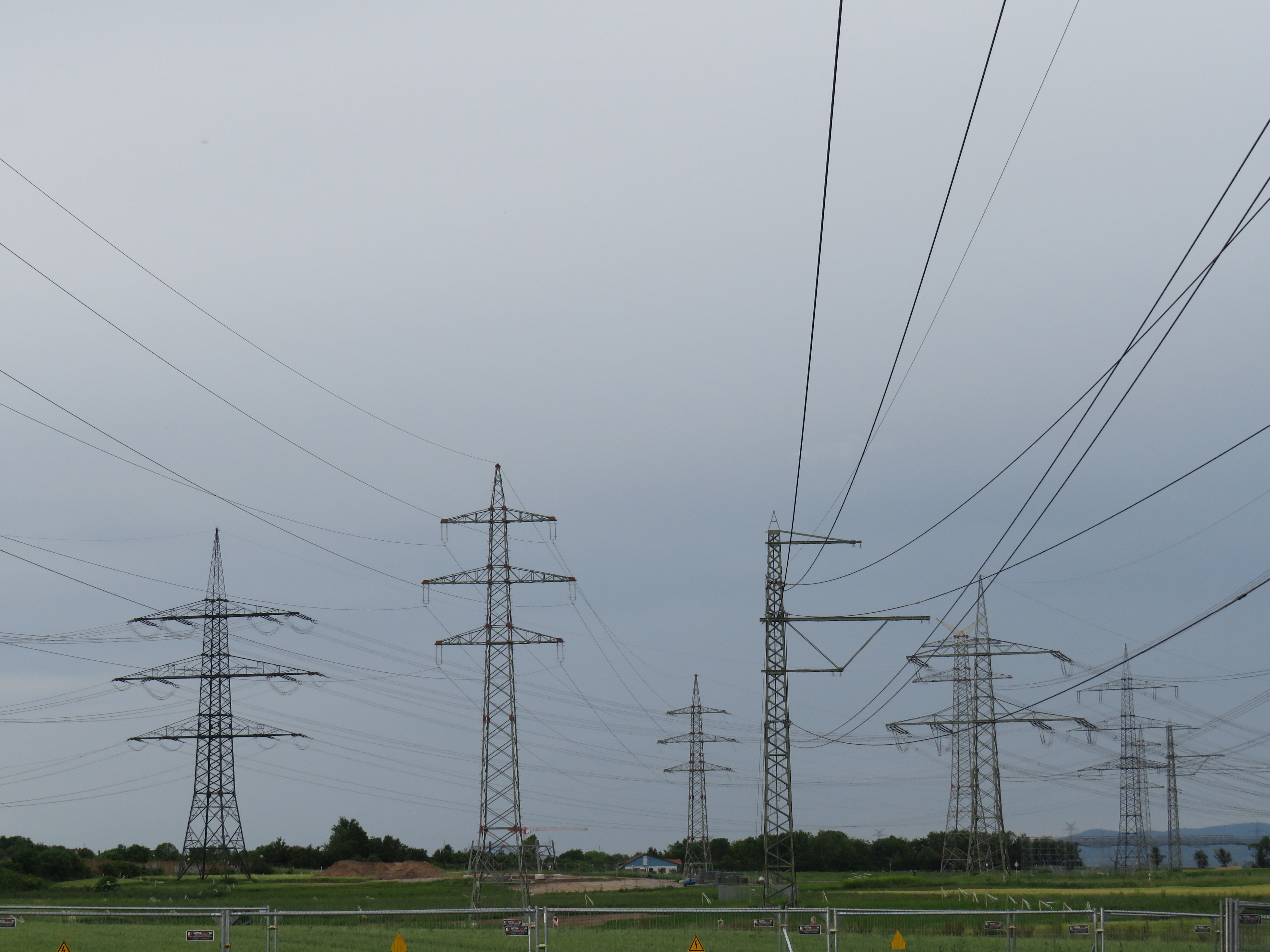
Zusammen mit dem Bau der DC-Leitung werden benachbarte Freileitungen umverlegt bzw. demontiert
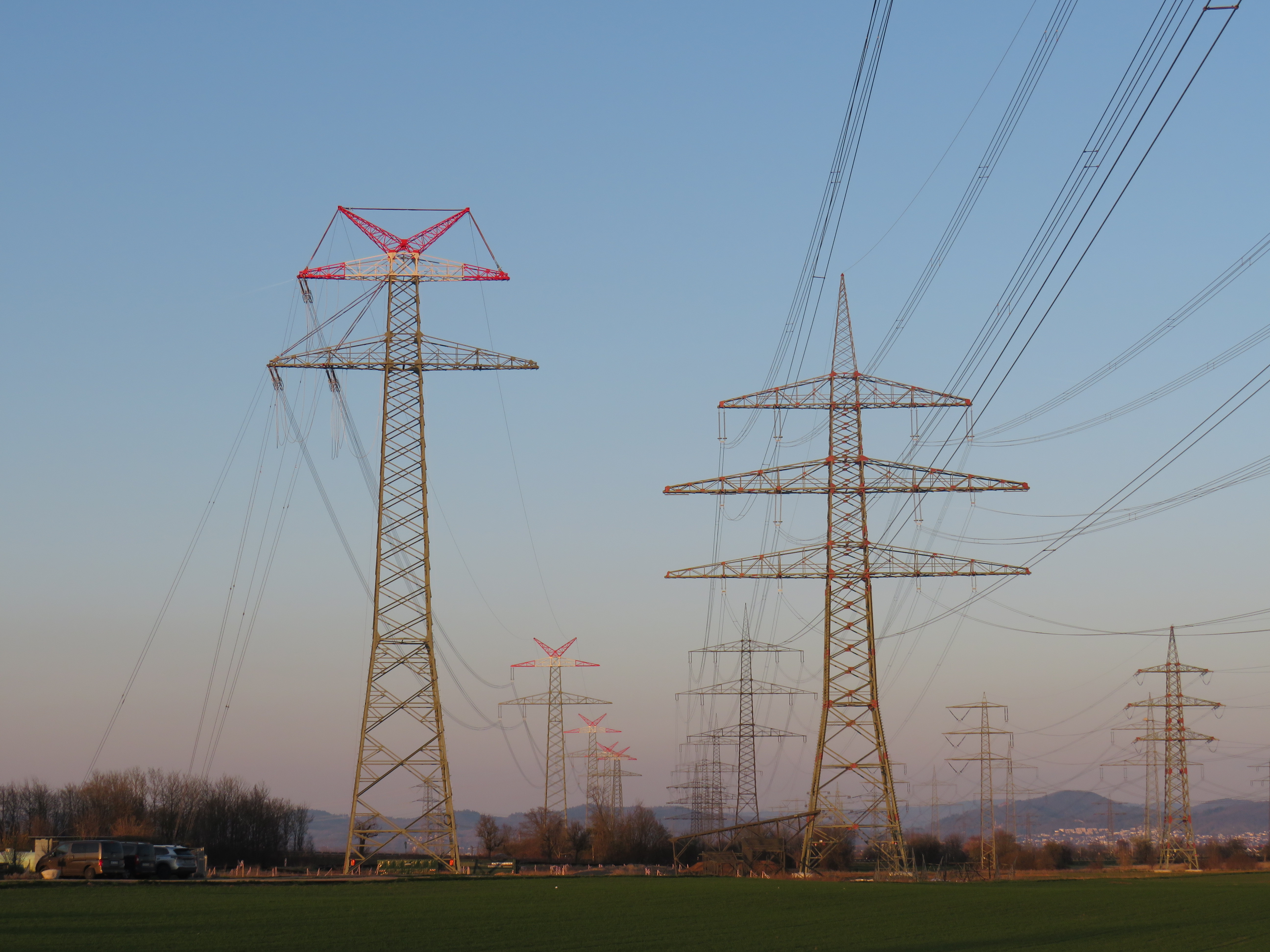
Leitungszug am nördlichen Ende des Abschnitts B1 bei Mannheim-Wallstadt
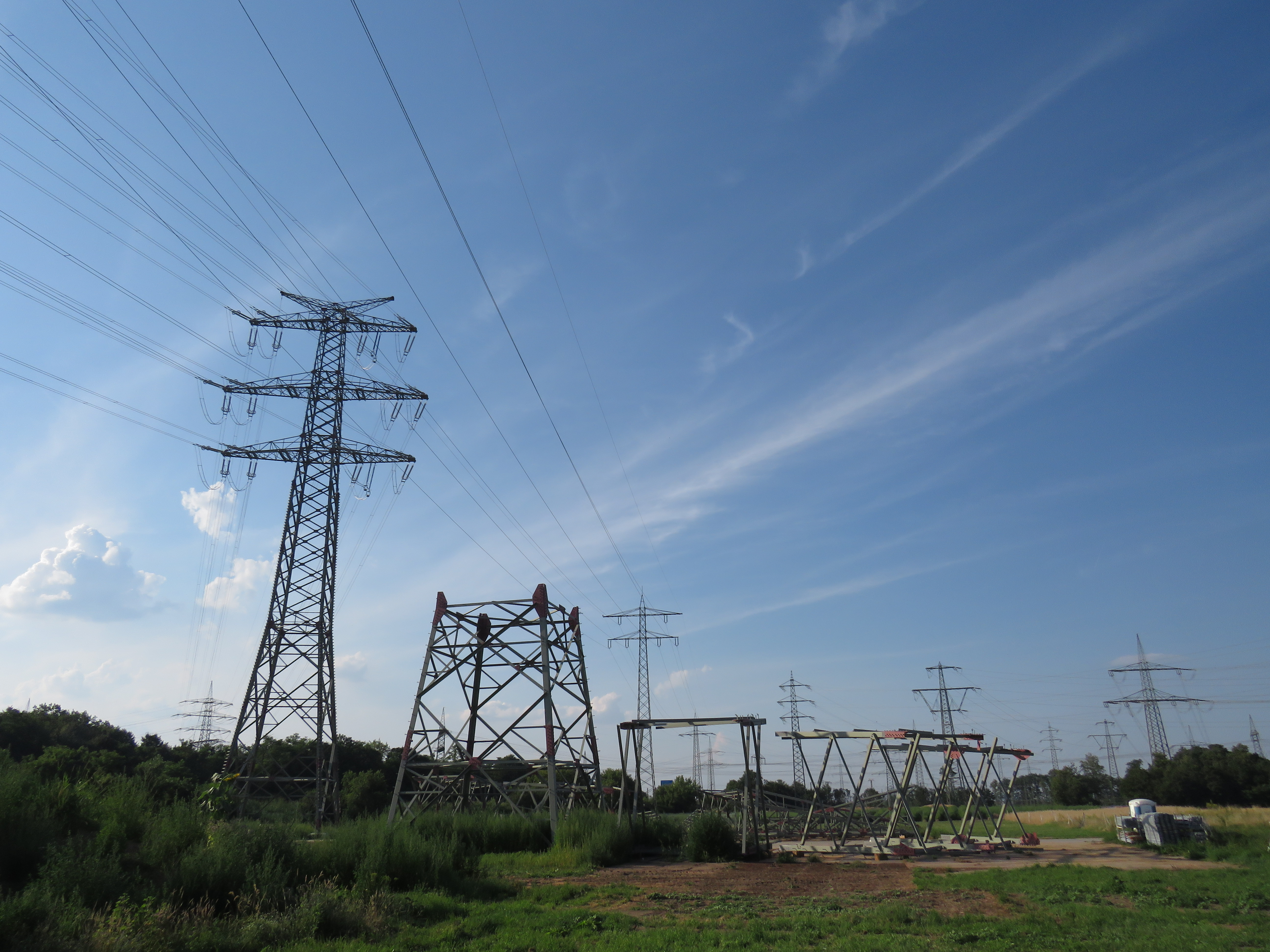
Bauarbeiten westlich des Umspannwerks Mannheim-Rheinau

Im Februar 2024 begann die Installation des zweiten Stromkreises entlang der Leitung Philippsburg – Neurott. Diese Leitung wurde im Zuge des Baus der Kernkraftwerke Philippsburg und Grafenrheinfeld als vierkreisige 380-kV-Leitung konzipiert, jedoch wurden von den möglichen drei Traversen nur zwei installiert und nur ein 380-kV-Stromkreis verlegt. Daher kann der Gleichstromkreis mit beiden Polen und einem Rückleiter auf den vorhandenen Gestängeplätzen des zweiten Drehstromkreises installiert werden. Bei der Installation der Leiterseile kam auch ein Hubschrauber zum Einsatz.

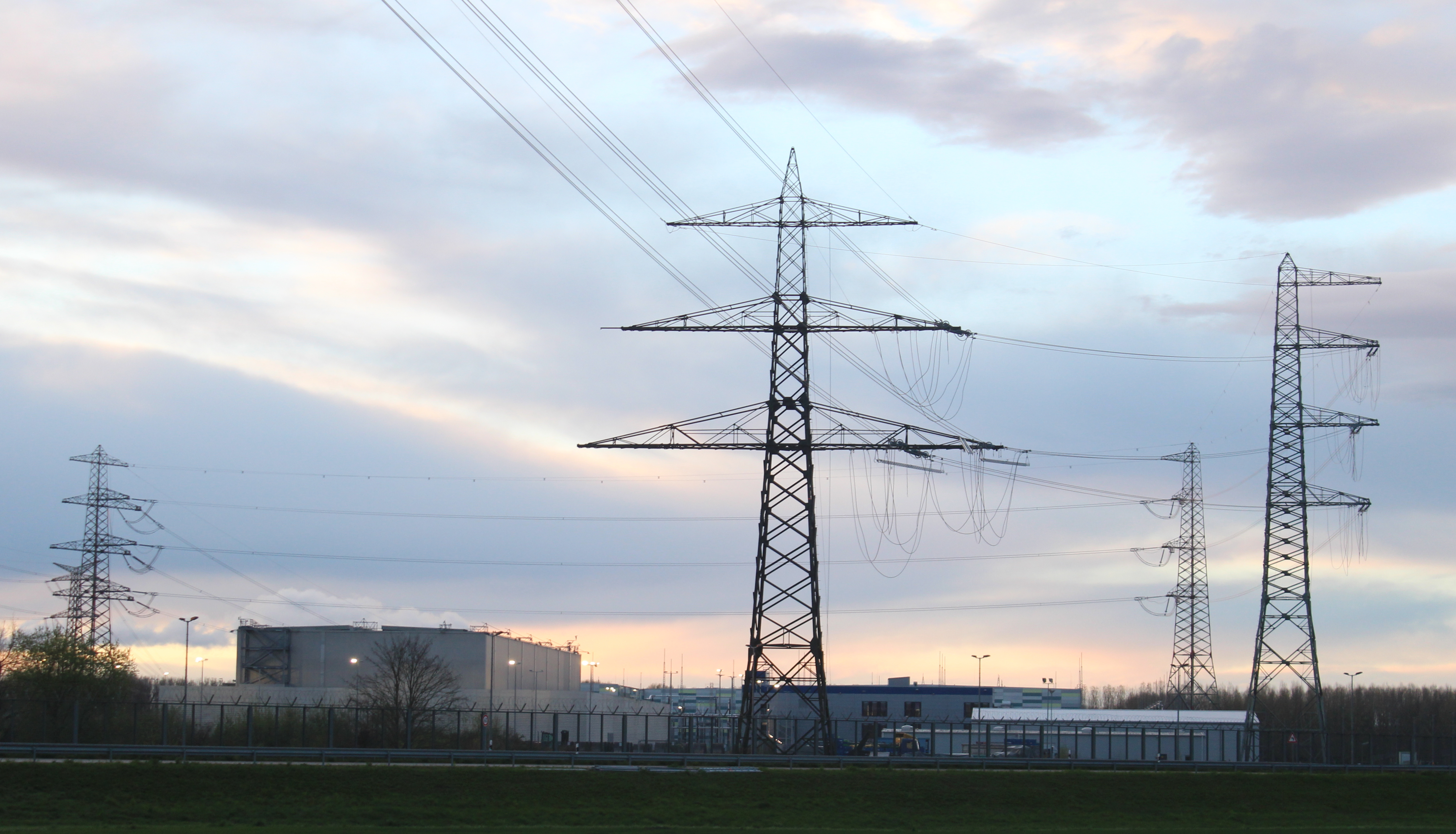
Endpunkt der Ultranetleitung in Philippsburg. Obwohl der Neutralleiter nahezu Erdpotential besitzt, hängt er an Isolatoren für 380 kV, da die Ultranetleitung so ausgelegt ist, dass auch ein Betrieb mit Drehstrom von 380 kV möglich ist
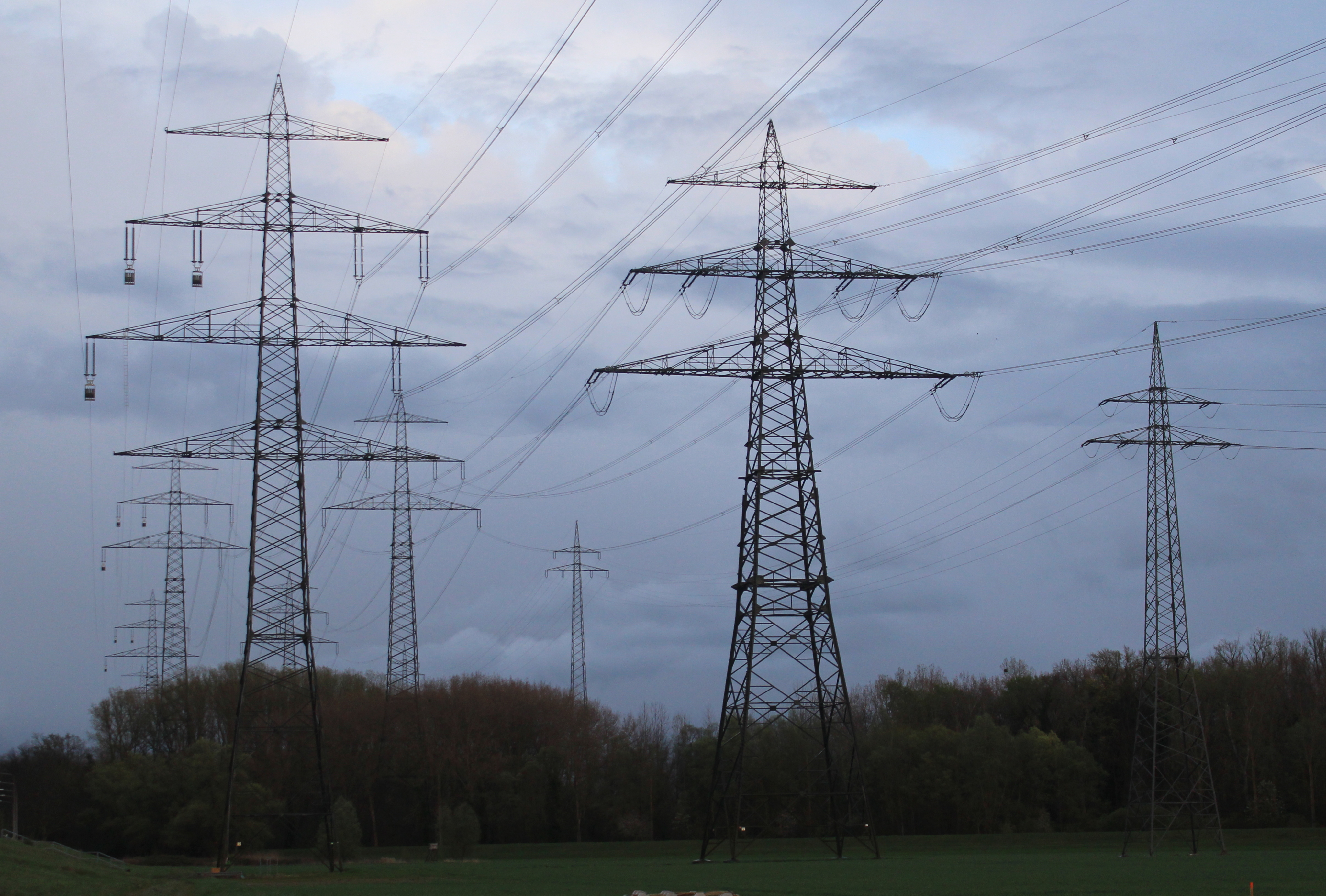
In Bau befindliche Ultranetleitung auf der Hochspannungsleitung Philippsburg-Neurott (links)
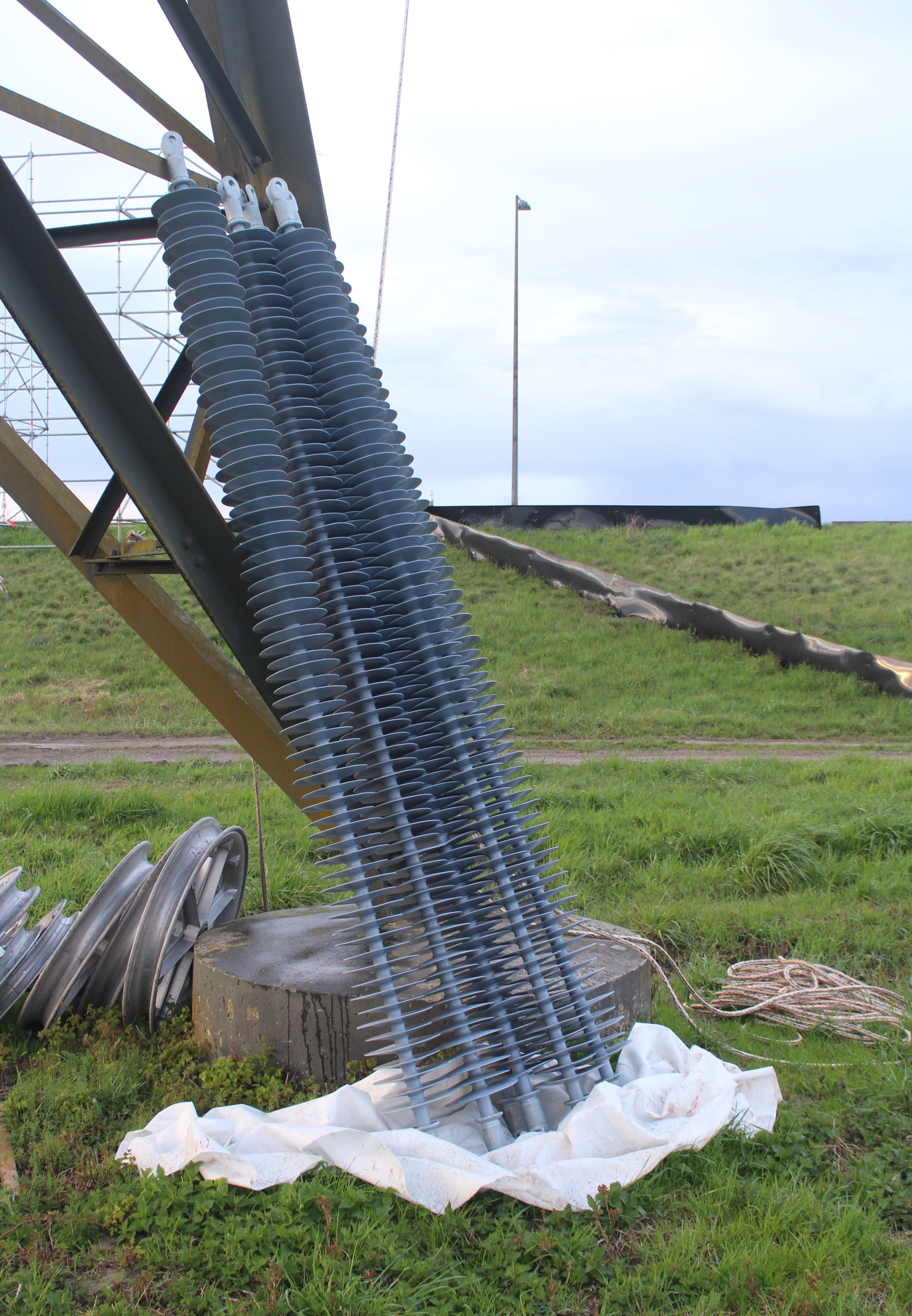
Isolatoren für die Ultranetleitung

## Kritik
Zwei hessische Gemeinden hatten gegen den Planfeststellungsbeschluss der Bundesnetzagentur vom 29. Juni 2023 für den Abschnitt A1 geklagt. Sie monieren eine fehlende Planrechtfertigung und Verstöße gegen das Immissionsschutzrecht mit Blick auf die Verordnung über elektromagnetische Felder. Auch seien die kommunale Planungshoheit und das Grundeigentum der Gemeinden fehlerhaft abgewogen worden. Ebenso sei die Alternativenprüfung fehlerhaft gewesen. Das Bundesverwaltungsgericht hat die Klage abgewiesen.